# Cydistomyia nana
Cydistomyia nana är en tvåvingeart som först beskrevs av Christian Rudolph Wilhelm Wiedemann 1821.  Cydistomyia nana ingår i släktet Cydistomyia och familjen bromsar. Inga underarter finns listade i Catalogue of Life.